# Hookeria magellanica
Hookeria magellanica är en bladmossart som beskrevs av George Arnott Walker Arnott 1827. Hookeria magellanica ingår i släktet Hookeria och familjen Hookeriaceae. Inga underarter finns listade i Catalogue of Life.